# Hugo Vojta
 Hugo Vojta  (ur. 11 kwietnia 1885 w Taborzie, zm. 28 września 1941 w Pradze) – czeski generał.

## Biogram
W latach 1904–1906 studiował na czeskiej politechnice w Pradze, a w latach 1907-1914 urzędnik Ziemskiej Dyrekcji Skarbowej w Czechach. Politycznie czynny w masarykowej partii realistycznej oraz zarówno członek i nauczyciel gimnastyki stowarzyszenia Sokół w Pradze-Vinohradach.
W 1916 roku w niewoli rosyjskiej. Tutaj się stał jednym z organizatorów Korpusu Czechosłowackiego. W latach 1918–1919 komendant brygady i 1919-1920 dywizji artylerii na Syberii, gdzie zapewniał obronę transsyberyjskiej kolei.
Po powrocie do ojczyzny był dowódcą brygady artylerii (1920-1922), pracował na ministerstwie obrony narodowej (1922-1925), dowodził artylerii ziemskiej w Koszycach (1925-1930) oraz Bratysławie (1930-1939). W latach 1925–1934 generał brygady, w 1934 roku awansował na generała dywizji.
Obok funkcji w wojsku był także członkiem zarządu spółki akcyjnej Zbrojovka Brno (1926-1939).
Współzałożyciel Obrony Narodu, organizacji wojskowego ruchu oporu (1939) i jej pierwszy dowódca w Czechach. Zdradzony i ujęty w 1940 roku przez Gestapo, rok później stracony.

## Odznaczenia
- Krzyż Wojenny
- Order Sokoła z mieczami
- Medal Rewolucyjny